# Grande mosquée de Yaoundé
La grande mosquée de Yaoundé, de son vrai nom complexe islamique du Serviteur-des-Deux-Saintes-Mosquées, est la plus grande mosquée d'Afrique centrale avec celle de Garoua. Elle est située au quartier Tsinga  dans la commune d'arrondissement de Yaoundé II.

## Activités
Bâtie sur une superficie de quatre hectares, elle abrite une école coranique franco-arabe, une bibliothèque et des salles de conférence. Elle accueille également les activités de plusieurs associations islamiques comme la Jeunesse Islamique du Cameroun (JIC), Cameroon Muslim Students' Union (CAMSU), Cameroon Muslim Women Association, World Assembly of Muslim Youth, la Ligue des Cadres Musulmans (LICAM), et l' Association Culturelle Islamique du Cameroun (ACIC). Cette dernière serait la détentrice de l'espace sur lequel le complexe a été construit.

## Histoire
La grande mosquée a été construite entre 1992 et 1997, sur financement saoudien à hauteur de 5 milliards de fcfa. Elle a été inaugurée le 20 juin 1997 par Paul Biya, président de la république, en présence d'une forte délégation, conduite par le ministre des Affaires islamiques, des Biens religieux et de l'Appel à la foi, représentant personnel du roi Fahd ben Abdelaziz Al Saoud.
La gestion de cette mosquée avait été confiée au départ au chef de la communauté musulmane, chef haoussa. Ce dernier n'a pu finalement s'assurer le contrôle de l'édifice, et face à une situation inextricable, la gestion de la mosquée a dû être confiée au royaume d'Arabie saoudite. Cela pourrait s'expliquer : les conceptions différentes, d'un côté, le complexe islamique se veut le centre du Sunnisme, il ne pouvait en être autrement, eu regard de l'Islam en Arabie saoudite dont le sunnisme constitue la religion d'Etat, suivant la diplomatie religieuse du royaume qui prône la vulgarisation de ce courant religieux, et de l'autre côté, le chef de la communauté et le collège d'imams, à qui le complexe avait été confié sont de la confrérie Tidjane, et accessoirement se posait la question de la main-d'œuvre qualifiée pour administrer cet important édifice.
Aujourd'hui, la Grande mosquée de Yaoundé est sunnite et totalement sous l'autorité du royaume d'Arabie Saoudite, tandis que la Mosquée centrale de Yaoundé située à la Briqueterie, construite entre 1952 et 1955, a toujours été tidjane tout comme la mosquée du milieu fondée en 1936 et controlée par le chef de la communauté musulmane.